# Réserve naturelle de Chebaling
La réserve naturelle de Chebaling est une réserve de biosphère de l'Unesco située dans la province du Guangdong en Chine.